# Welscheid
Welscheid (Luxemburgs: Welschent) is een plaats in de gemeente Bourscheid en het kanton Diekirch in Luxemburg.
Welscheid telt 145 inwoners (2001) en is gelegen aan de Waark.
Via de CR349 is Welscheid ten noorden verbonden met Scheidel en ten zuiden met Warken.

## Foto's

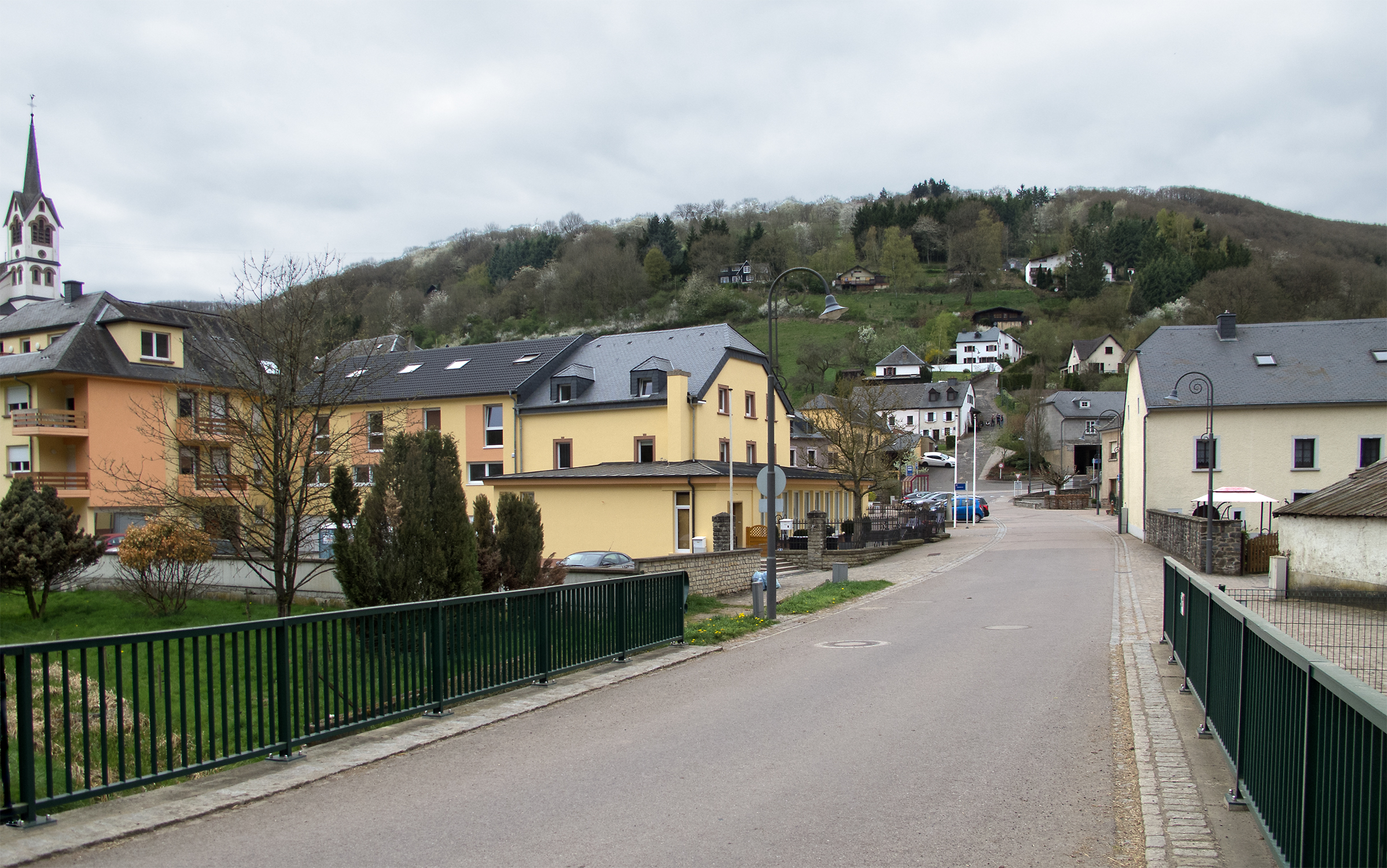
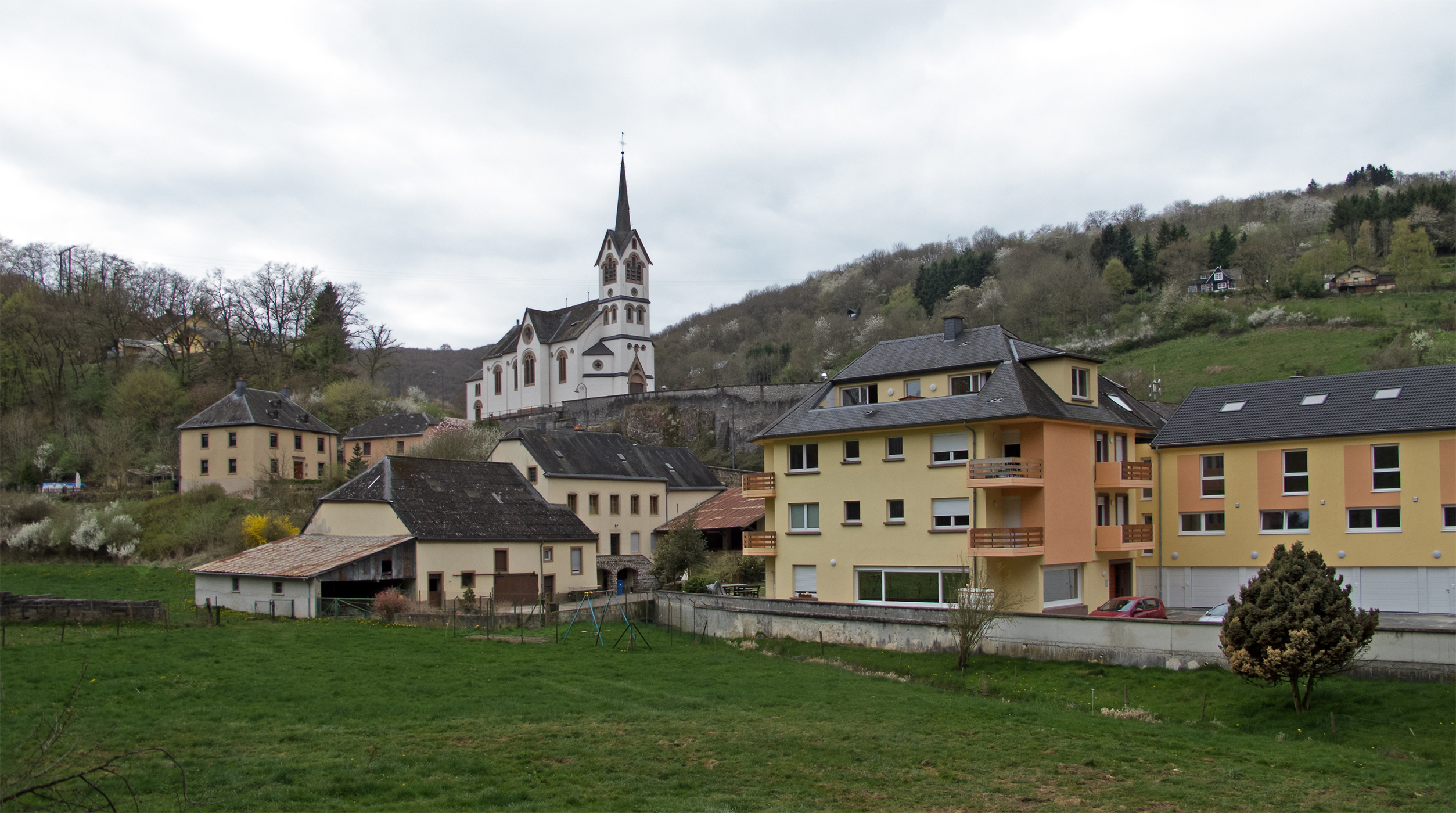

Asselbur · Bamhaff · Bourscheid · Bourscheid-Moulin · Closdellt · Flebour · Friedbousch · Goebelsmühle · Kehmen · Lipperscheid · Michelau · Scheidel · Schlindermanderscheid · Welscheid

Luxemburgse gemeenten · Kanton Diekirch · Luxemburg